# Torre Ostankino
La Torre Ostankino (en rus: Останкинская телебашня) de Moscou, capital de Rússia, és amb 540 metres d'alçària, la torre de comunicacions més alta d'Europa. La torre es va construir entre 1963 i 1967. Durant 8 anys va ser l'estructura més alta del món. L'enginyer projectista va ser Nicolai Nikitin, responsable per exemple de l'estructura de l'estàtua La Mare Pàtria crida!, de 85 metres d'alçada.

## Història

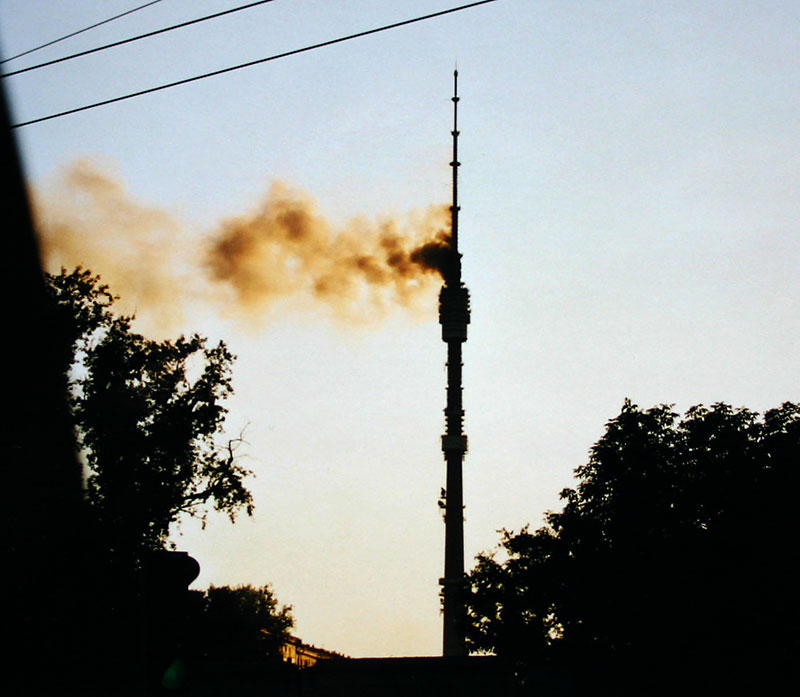
Incendi a l'agost de 2000

El 27 d'agost del 2000 la torre es va incendiar. L'incendi es va iniciar a l'altura de 460 metres i van cremar completament tres pisos. Durant l'extinció van morir tres persones. Desenes de cables que sostenen l'edifici es van trencar per la calor, però, malgrat tot, la torre va resistir. Després els cables danyats van ser reemplaçats.
El restaurant "El setè cel" és a l'altura de 328–334 metres i ocupa 3 pisos. Té forma circular i gira sobre el seu eix amb la velocitat d'entre una i tres voltes per hora. En tota la seva història, el restaurant i la plataforma d'observació han rebut més de 10 milions de visitants.
Fins a l'any 1991 sobre la torre Ostankino hi havia la bandera de la Unió Soviètica. El 12 de juny del 2009, coincidint amb la celebració del Dia de Rússia, hi va ser hissada una bandera de Rússia especialment preparada, de 2,5 metres d'ample i 5 metres de llarg.